# Fatima el-Sharif

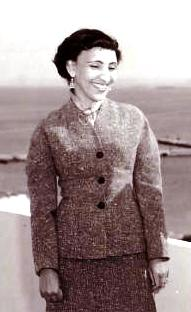
Koningin Fatima van Libië, circa 1956

Fatima el-Sharif (Kufra, 1911 - Caïro, 3 oktober 2009), Arabisch فاطمة الشريف, na haar huwelijk Fatima al-Senoessi, was als vrouw van koning Idris I van 1951 tot 1969 koningin-gemalin van Libië. Fatima speelde als koningin een actieve rol in de samenleving. Ze werd gezien als een modern rolmodel voor vrouwen in Libië. Na de staatsgreep van Moammar al-Qadhafi in 1969 leefde ze met haar man in ballingschap in Egypte.

## Biografie
Fatima el-Sharif werd in 1911 geboren als de vijfde dochter van Ahmed Sharif es Senoessi (1875–1933); haar exacte geboortedatum is onbekend. Haar vader was het voormalige hoofd van de Sanūsīya (Senoessi-orde: een soefistische islamitische broederschap) en was betrokken bij het verzet tegen de Italiaanse bezetting van Libië. In 1929 moest haar familie voor de Italianen vluchten naar Egypte. In 1931 trouwde ze in Siwa met Moehammad Idris bin Sajjid Moehammad al-Mahdi al-Senoessi, de latere koning Idris I. Toen haar man in 1951 tot koning van Libië werd gekroond, werd Fatima el-Sharif koningin-gemalin.
Koningin Fatima stond haar man in zijn koningschap bij en werd een rolmodel voor Libische vrouwen. Zij droeg geen sluier en speelde als koningin een actieve rol in de samenleving. Zij verscheen regelmatig in de openbaarheid.
In 1953 werd het enige kind van het paar geboren, een zoon die een dag na zijn geboorte stierf. De kinderloosheid van het echtpaar - en daarmee het ontbreken van een troonopvolger - was een politiek probleem. In 1954 kwam koningin Fatima in conflict met haar man; haar neef vermoordde een adviseur van de koning, genaamd Ibrahim al-Shelhi, omdat deze naar verluidt de koning wilde overhalen zijn dochter als tweede vrouw te nemen. Idris I gaf opdracht tot de executie van de neef van zijn vrouw. Toen de koning korte tijd later inderdaad overwoog om met een tweede vrouw te trouwen en zo voor nakomelingen te zorgen, stelde Fatima zelf twee huwelijkskandidaten voor. Idris I koos geen van beiden en trouwde in 1955 met de Egyptische Alia Abdel Kader Lamloum. Hij scheidde niet van koningin Fatima en zij weigerde daarom uit het koninklijke paleis in Tobruk te vertrekken. Enkele maanden later verzoende zij zich met haar man. Het paar adopteerde een dochter, Suleima, en had ook een aantal pleegkinderen.

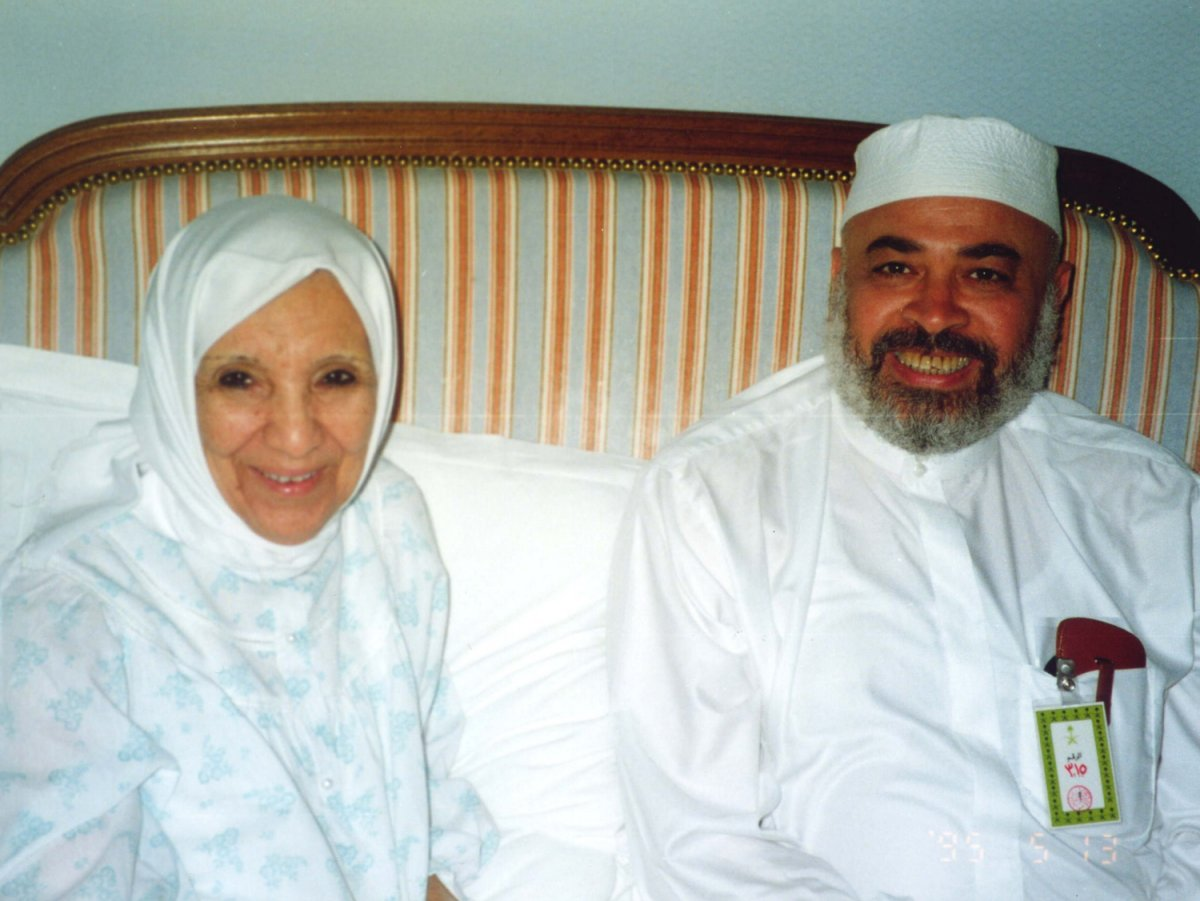
Koningin Fatima met de Libische politicus Mohammed Ben Ghalbon, opponent van Moammar al Qadhafi (2001)

Toen Moammar al-Qadhafi in 1969 een staatsgreep pleegde, bevond Fatima zich met haar man in Turkije. Het paar leefde de rest van hun leven in ballingschap in Caïro. Zij werd door een Libische revolutionaire rechtbank in november 1971 bij verstek veroordeeld tot vijf jaar gevangenisstraf en verbeurdverklaring van haar bezit.
Idris I overleed in 1983. Fatima el-Sharif stierf in 2009 op 98-jarige leeftijd in Caïro.